# Romain Puértolas
Œuvres principales
- L'Extraordinaire Voyage du fakir qui était resté coincé dans une armoire Ikea (2013)
- La Petite Fille qui avait avalé un nuage grand comme la tour Eiffel (2015)
- Tout un été sans Facebook (2017)
- Les Nouvelles Aventures du fakir au pays d'Ikea (2018)
- La Police des fleurs, des arbres et des forêts (2019)
- Sous le parapluie d'Adélaïde (2020)
- Les Ravissantes (2022)
- Comment j’ai retrouvé Xavier Dupont de Ligonnès (2024)
- Ma vie sans moustache (2025)

Romain Puértolas, né le 21 décembre 1975 à Montpellier, est un romancier, scénariste, traducteur, compositeur français et ancien capitaine de police en France. Il vit à Malaga en Espagne.

## Biographie
Né à Montpellier dans une famille de militaires (son père était colonel dans l'armée de terre et sa mère adjudant-chef), Romain Puértolas connaît de multiples déménagements durant sa jeunesse. Il déménage 31 fois en 38 ans et vit dans trois pays différents.

### Débuts professionnels et spécialités
Romain Puértolas fut tour à tour professeur de langues, traducteur, DJ-turntabliste, nettoyeur de machine à sous, employé dans le contrôle aérien à Madrid, steward. À 35 ans, il obtient le concours de lieutenant de police et s'installe à Paris.
Titulaire d'une maîtrise en langue et littérature espagnoles et en Linguistique, d'une licence en langue et littérature anglaises, il parle l'espagnol, l'anglais, le catalan, l'italien, le russe et l'allemand. Il obtient également un diplôme en météorologie de Météo France et un diplôme de garde du corps privé.
En 2006, il crée et anime un programme d'Anti-Magie sur Youtube (Trickbusters Show) dans lequel il enseigne aux téléspectateurs à développer leur sens critique et logique en leur apprenant les bases de la prestidigitation.
Romain Puértolas est un des spécialistes mondiaux du sampler-séquenceur, Akai MPC 3000. Il a un programme sur Youtube, Mister MPC 3000, où il explique comme l'utiliser. Il donne des cours à des producteurs américains.
Il est également compositeur de musique de films (il a commencé la musique à 13 ans, il a été dans plusieurs groupes de rap de la région drômoise).

### Carrière dans la police
Romain Puértolas a intégré l'OCRIEST en sortie d'école. Il s'agit de l'Office Central pour la Répression de l'Immigration irrégulière et les Étrangers Sans Titre (aujourd'hui, c'est l'OLTIM). C'est un service opérationnel de police judiciaire de la Police aux frontières chargé de démanteler les réseaux d'immigration illégale. Il a été chef-adjoint de l'Unité d'Analyse Stratégique des flux migratoires. Et également chef de l'unité de fraude documentaire au sein de l'Office. Il dispose d'un diplôme de la police nationale d'AFDI (Analyste en fraude documentaire et à l'identité) et en reconnaissance faciale. Romain Puértolas a ensuite intégré la Direction Centrale de la Police aux Frontières (DCPAF) où il représentait la police française dans le domaine de l'immigration irrégulière au sein de FRONTEX (Varsovie), agence européenne des gardes-frontières, dont l'une des finalités est le développement de la coopération des forces de police internationales. Il a représenté la position de la France dans les réunions internationales à Varsovie (Pologne), mais aussi à Washington (avec le FBI et le ICE), etc. Il a donné des stages de formation à la police judiciaire de Tirana (Albanie) et Sarajevo (Bosnie Herzégovine).
Depuis avril 2011, Romain Puértolas recherche activement Xavier Dupont de Ligonnès. Il a créé la CRXDDL (Cellule de Recherche de Xavier Dupont de Ligonnès) avec un ancien major de police chargé de l'affaire à l'époque et une notaire spécialisée en recherche de personnes.

### Carrière d'écrivain
Après le refus de ses six premiers romans par les éditeurs, Romain Puértolas autopublie son 7e roman, L'Œuf d'Einstein chez Publibook en 2012. Il rencontre le succès avec son roman suivant, L'Extraordinaire Voyage du fakir qui était resté coincé dans une armoire IKEA, publié au Dilettante.

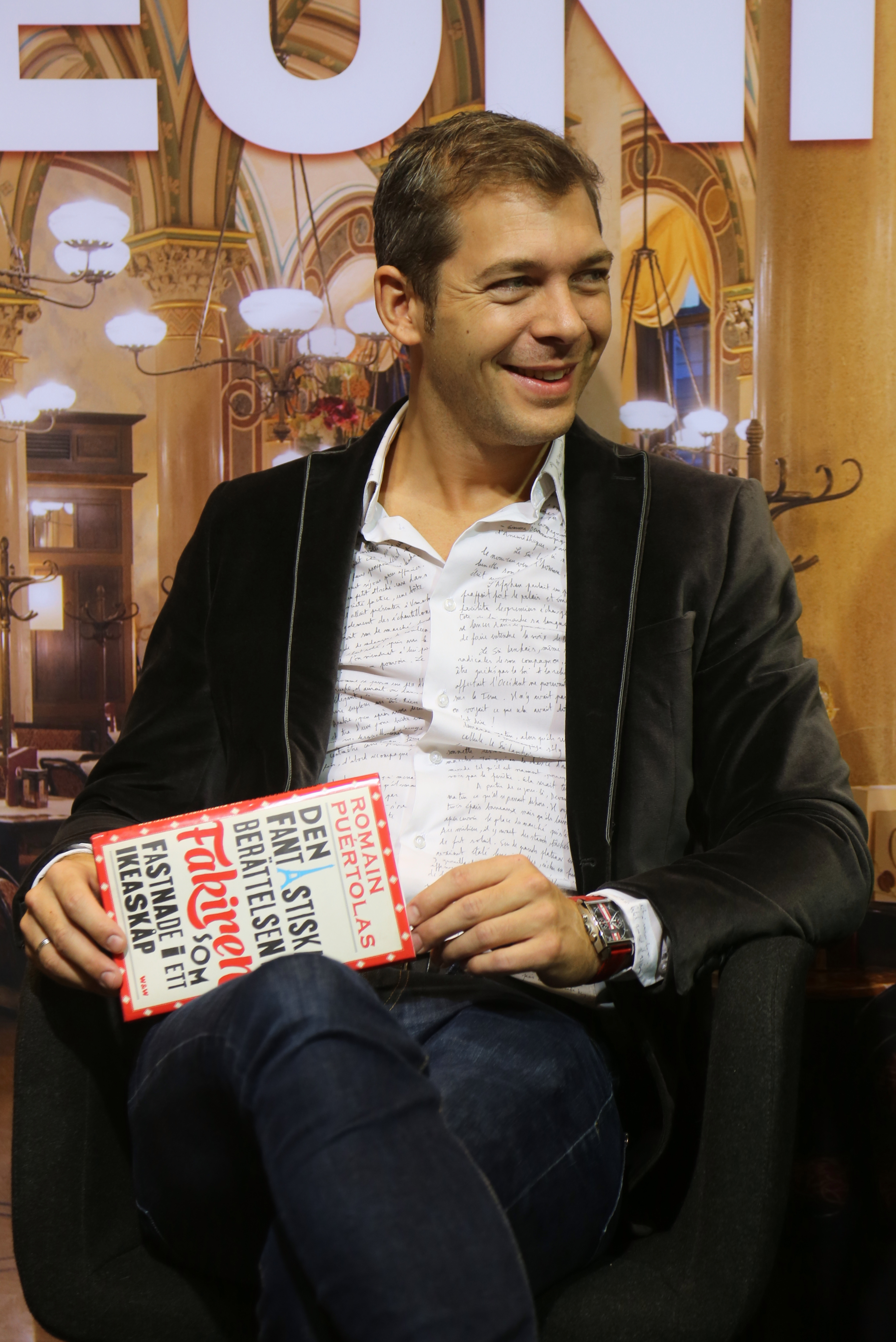
Romain Puértolas au salon de Göteborg en 2014.

Le style de toute l'histoire est comique, mais le roman aborde également les questions difficiles de l'immigration clandestine, le trafic des migrants et des minorités ethniques. Finaliste du Prix Renaudot, du Prix Renaudot des Lycéens et du Prix Méditerranée des Lycéens, récompensé par le grand prix Jules Verne 2014 et le prix Audiolib 2014 pour le livre audio lu par l'acteur Dominique Pinon, le roman a été publié dans 50 pays et s'est vendu dans le monde à un million d'exemplaires. Un film tiré du roman est sorti en 2018 dans une quarantaine de pays. Le scénario est co-signé par le producteur Luc Bossi, le réalisateur Ken Scott et Romain Puértolas.
Grâce au succès de son roman, il se met en disponibilité de la police (il est désormais capitaine) et se consacre à partir de 2014 à ses romans et à leur adaptation au cinéma.
En 2018, il fait paraître une suite à son premier roman : Les Nouvelles Aventures du fakir au pays d'Ikea (Le Dilettante).
À partir de 2019, il change d'éditeur, passe chez Albin Michel pour inaugurer un nouveau cycle de livres, des « enquêtes littéraires insolites ». Il publie successivement La Police des fleurs, des arbres et des forêts (2019), Sous le parapluie d'Adélaïde (2020) et Les Ravissantes (2022).
En 2023, Romain Puértolas travaille sur le scénario de l'adaptation en film d'animation de son deuxième roman, La Petite Fille qui avait avalé un nuage grand comme la Tour Eiffel (réalisation Philippe Rich).
Dans son « roman-quête », Comment j'ai retrouvé Xavier Dupont de Ligonnès,  paru en janvier 2024, le romancier comble les vides du parcours du fugitif le plus recherché de France, apportant de nouvelles explications et conclusions à sa disparition.
En 2025, avec Ma vie sans moustache, l'écrivain part sur les traces d'Adolf Hitler à San Carlos de Bariloche, petit village argentin. Il tente de comprendre la folie qui s'est emparé des villageois persuadés d'avoir côtoyé le dictateur nazi pendant plus de vingt ans après la fin de la Seconde Guerre mondiale.
Le romancier a fait l'objet d'un roman écrit par un de ses lecteurs, Frank Andriat : Sauver la peau de Romain Puértolas (Genèse Édition, 2021).
En 2024, il participe, dans le château de Biron, en Dordogne, et avec d'autres personnalités, à la troisième saison de l'émission télévisée Les Traîtres. Il tient un rôle de Loyal et soutient l'association Ruban rose. Le premier épisode est diffusé le 15 août 2024, sur M6.

### Pseudonymes connus
Bien qu'il soit un auteur prolifique (il écrit une dizaine de romans chaque année), Romain Puértolas ne publie qu'un seul titre par an. Pour publier ses autres romans, il use parfois de pseudonymes. Il a sorti en 2023 L'Éternelle Chute d'Alice aux Presses de la Cité sous le pseudonyme d'Hugo Bernard. Pour la promotion du livre, Romain Puértolas est apparu déguisé dans une vidéo, puis sur une photo dans Le Figaro littéraire. Il a été nommé pour les huit primoromanciers de la rentrée littéraire et élu "Livre du Jour" aux Grosses Têtes. Il est passé en direct sur RTL, en changeant sa voix. L'Éternelle Chute d'Alice a été conçu à l'origine comme étant le 3e et dernier volet de la saga de La Police des Fleurs. Romain Puértolas a changé des éléments pour qu'il se lise séparément. En 2025, il revient à la version originale avec les noms originaux des personnages, en republiant le roman sous sa véritable identité, et sous un nouveau titre : La Dictature des confitures.

## Œuvres

### Diptyque "le Fakir"
- L'Extraordinaire Voyage du fakir qui était resté coincé dans une armoire Ikea

1. Paris : Le Dilettante, 08/2013, 252 p.  (ISBN 978-2-84263-776-7)[27],[28]
2. Paris : Éd. de la Loupe, 02/2014, 322 p.  (ISBN 978-2-84868-518-2)
3. Version audio lue par Dominique Pinon. Paris : Audiolib, 03/2014. 1 disque compact audio (5 h 42 min) format MP3.  (ISBN 978-2-35641-706-0)
4. Paris : Le Livre de Poche n° 33693, 03/2015, 306 p.  (ISBN 978-2-253-17990-0)
5. Valise collector. Paris : Le Livre de Poche, 11/2015.  (ISBN 978-2-253-09894-2). Coffret contenant, en plus du roman, Le Guide du parfait fakir, un carnet de magie pour faire des tours comme un fakir, et une étiquette à bagage.
6. Paris : Retrouvées, coll. "Lire en grand", 09/2018, 314 p.  (ISBN 978-2-36559-207-9)
7. Toulouse : CTEB, 2021, 330 p.  (ISBN 978-2-84263-777-4)

- Les Nouvelles Aventures du fakir au pays d'Ikea

1. Paris : Le Dilettante, 05/2018, 283 p.  (ISBN 978-2-84263-946-4)
2. Version audio lue par Dominique Pinon. Paris : Audiolib, 05/2018. 1 disque compact audio (6 h 7 min) format MP3.  (ISBN 978-2-36762-687-1)
3. Montpellier : Gabelire, coll. "Comédie Corps 20", 01/2019, 445 p.  (ISBN 978-2-37083-209-2)
4. Paris : Le Livre de Poche n° 36006, 02/2021, 314 p.  (ISBN 978-2-253-25965-7)

### Trilogie «La Police des fleurs»
- La Police des fleurs, des arbres et des forêts

1. Paris : Albin Michel, 10/2019, 320 p.  (ISBN 978-2-226-44299-4)
2. Paris : Le Grand Livre du Mois, 2019, 344 p.  (ISBN 978-2-298-15746-8)
3. Version audio lue par Thomas Marceul. Paris : Audiolib, 01/2020. 1 disque compact audio (7 h) format MP3.  (ISBN 979-10-354-0143-6)
4. Paris : Le Livre de Poche n° 35846, 06/2020, 314 p.  (ISBN 978-2-253-07769-5)
5. Montpellier : Gabelire, coll. "Corps 20", 08/2020, 472 p.  (ISBN 978-2-37083-257-3)

- Sous le parapluie d'Adélaïde

1. Paris : Albin Michel, 09/2020, 331 p.  (ISBN 978-2-226-45417-1)
2. Paris : Le Grand livre du mois, 2020, 331 p.  (ISBN 978-2-298-16594-4)
3. Montpellier : Gabelire, coll. "Corps 20", 05/2021, 437 p.  (ISBN 978-2-37083-296-2)
4. Paris : Le Livre de Poche n° 36518, 06/2023, 314 p.  (ISBN 978-2-253-10656-2)
5. Version audio lue par Valérie Cascio. Audible, 02/2025. Durée : 6h18 min.

- La Dictature des confitures

1. Paris : Le Livre de Poche, à paraître en novembre 2025.

### «Romans-quêtes»
- Comment j'ai retrouvé Xavier Dupont de Ligonnès

1. Paris : Albin Michel, 01/2024, 220 p.  (ISBN 978-2-226-48355-3)
2. Version audio lue par Patrick Blandin. Audible, 03/2024. Durée : 6h23 min.
3. Montpellier : Gabelire, coll. "Corps 20", 04/2024, 381 p.  (ISBN 978-2-37083-439-3)
4. Paris : Le Livre de Poche n° 38024, 04/2025, 288 p.  (ISBN 978-2-253-25187-3)

- Ma vie sans moustache

1. Paris : Albin Michel, 04/2025, 299 p.  (ISBN 978-2-226-50279-7)

### Autres romans
- L'Œuf d'Einstein

1. Saint-Denis : Publibook, 09/2012, 249 p.  (ISBN 978-2-7483-8822-0)

- La Petite Fille qui avait avalé un nuage grand comme la tour Eiffel

1. Paris : Le Dilettante, 01/2015, 252 p.  (ISBN 978-2-84263-812-2)[29]
2. Version audio lue par Grégori Baquet. Paris : Audiolib, 03/2015. 1 disque compact audio (6 h 04 min) format MP3.  (ISBN 978-2-35641-861-6)
3. Paris : Éd. de la Loupe, 05/2015, 350 p.  (ISBN 978-2-84868-580-9)
4. Paris : Le Livre de Poche n° 34016, 02/2016, 282 p.  (ISBN 978-2-253-09867-6)

- Re-vive l'empereur

1. Paris : Le Dilettante, 09/2015, 352 p.  (ISBN 978-2-84263-845-0)
2. Paris : Le Livre de Poche n° 34359, 01/2017, 381 p.  (ISBN 978-2-253-06952-2)
3. Version audio lue par Nicolas Djermag. Audible, 05/2017. Durée : 9h29 min.

- Tout un été sans Facebook

1. Paris : Le Dilettante, 05/2017, 380 p.  (ISBN 978-2-84263-907-5)[30].
2. Paris : Éditions de Noyelles, 2017, 380 p.  (ISBN 978-2-298-13007-2)
3. Version audio lue par Laurence Porteil. Audible, 09/2017. Durée : 8h41 min.
4. Paris : Le Livre de Poche n° 35293, 02/2019, 431 p.  (ISBN 978-2-253-90657-5)

- Les Ravissantes

1. Paris : Albin Michel, 03/2022, 420 p.  (ISBN 978-2-226-47028-7)
2. Paris : FL éditions, 2022, 420 p.  (ISBN 978-2-298-18261-3)
3. Montpellier : Gabelire, coll. "Corps 16", 01/2023, 493 p.  (ISBN 978-2-37083-371-6)
4. Paris : Le Livre de Poche n° 37436, 01/2024, 472 p.  (ISBN 978-2-253-10657-9)

- L'Éternelle Chute d'Alice, sous le pseudonyme de Hugo Bernard.

1. Paris : Presses de la Cité, 01/2023, 285 p.  (ISBN 978-2-258-20284-9)

### Romans jeunesse
- Un détective très très très spécial

1. Genève : La Joie de Lire, coll. "Encrage", 09/2017, 137 p.  (ISBN 978-2-88908-380-0)
2. Paris : Le Livre de Poche jeunesse, 08/2019, 120 p.  (ISBN 978-2-01-786711-1)

### Nouvelles
- Le Jour où la bombe aux couleurs arc-en-ciel explosa sur le monde, dans Nous sommes Charlie : 60 écrivains unis pour la liberté d'expression. Paris : Le Livre de Poche n°33861, 02/2015, p. 128-132.  (ISBN 978-2-253-08733-5)
- Le Premier Rom sur la Lune, dans 13 à table ! 2016. Paris : Pocket n° 16479, 11/2015, p. *-*.  (ISBN 978-2-266-26373-3)
- Les 40 ans d'un fakir, dans 13 à table ! 2017. Paris : Pocket n° 16745, 11/2016, p. 241-250.  (ISBN 978-2-266-27126-4)
- La Mystérieuse Affaire du tueur au stylo Bic, dans Enfant, je me souviens : nouvelles, anthologie au profit d'Unicef. Paris : Le Livre de Poche n° 34216, 05/2016, p. 131-147.  (ISBN 978-2-253-06950-8)
- Moine à la journée, La Nouvelle Revue Française n° 627, 11/2017, p. 42-52.  (ISBN 978-2-07-275574-3)
- L'Incroyable Stylo Bic quatre couleurs de Benjamin Bloom, dans 13 à table ! 2018. Paris : Pocket n° 17059, 11/2017, p. 249-266.  (ISBN 978-2-266-27952-9)
- Dans De mémoire en oubli : 60 auteurs pour la recherche contre Alzheimer. Genève : Good Heidi Production, 08/2018, p. 53.  (ISBN 9782970112488)
- Les Cochons de Karl Lagerfeld, dans 13 à table ! 2019. Paris : Pocket n° 17272, 10/2018, p. 217-230.  (ISBN 978-2-266-28641-1)
- La Fête foraine, dans Écouter le noir, anthologie sous la direction d’Yvan Fauth. Paris : Belfond, 05/2019, p. *-*.  (ISBN 978-2-7144-8189-4) ; rééd. Paris : Pocket Thriller n° 17829, 11/2020, p. 215-228.  (ISBN 978-2-266-30693-5). Version audio lue par Stéphane Ronchewski. Lizzie, 12/2020. Durée : 18 min.
- Qui veut la vie de Romain Puértolas ?, dans 13 à table ! 2020. Paris : Pocket n° 17728, 10/2019, p. 299-318.  (ISBN 978-2-266-30550-1)
- La Woodsaw Company, dans Graines de héros, cadavre exquis au profit d'Unicef. Paris : Le Livre de Poche n° 35828, 08/2020, p. 83-90.  (ISBN 978-2-253-26229-9)
- L'Amour volé, dans 13 à table ! 2021. Paris : Pocket n° 18254, 12/2020, p. 157-169.  (ISBN 978-2-266-30754-3)
- Martine, dans 13 à table ! 2022. Paris : Pocket n° 18272, 11/2021, p. 231-246.  (ISBN 978-2-266-31648-4)
- Un homme livre, dans Un arc-en-ciel d'émotions : 14 autrices et auteurs s'engagent pour les enfants d'Ukraine. Paris : Le Livre de Poche n°36550, 05/2022, p. 19-32.  (ISBN 978-2-253-93883-5)
- Les Encapuchonnés, dans 13 à table ! 2023. Paris : Pocket n° 18566, 11/2022, p. 163-174.  (ISBN 978-2-266-32330-7)
- Les Deux Mères, dans L'Amour maternel / sous la dir. de Caroline Vallat. Paris : Plon, 05/2023, p. *-*.  (ISBN 978-2-259-31642-2)
- L'Appartement, dans 13 à table ! 2024. Paris : Pocket n° 19210, 11/2023, p. 193-208.  (ISBN 978-2-266-33859-2)
- Banlieue-Trecking, dans 13 à table ! 2025. Paris : Pocket n° 19476, 11/2024, p. 189-215.  (ISBN 978-2-266-34491-3)

### Autres participations à des collectifs
- L'Amour, c'est... / par 200 auteurs ; textes illustrés par Jack Koch. Paris : Le Livre de Poche, novembre 2018.  (ISBN 978-2-253-18831-5)
- L’Enfance, c'est... / par 120 auteurs ; textes illustrés par Jack Koch ; préf. Aurélie Valognes. Paris : Le Livre de Poche, novembre 2020.  (ISBN 978-2-253-08202-6)
- La Terre, c'est... / par 120 autrices et auteurs ; textes illustrés par Jack Koch ; préface Olivier Norek. Paris : Fleuve éditions, novembre 2022.  (ISBN 978-2-265-15601-2)

### Traduction
- La Petite Fille sous la neige / Javier Castillo ; trad. de l'espagnol par Romain Puértolas. Prix Méditerranée catégorie Livre étranger 2023[31].

1. Paris : Albin Michel, 03/2023, 382 p.  (ISBN 978-2-226-47849-8).
2. Montpellier : Ookilus éditions, coll. "Corps 18", 09/2023, 616 p.  (ISBN 978-2-38323-078-6)
3. Paris : Le Livre de Poche Thriller n° 37563, 03/2024, 441 p.  (ISBN 978-2-253-24947-4)

## Adaptations

### Bande dessinée
- L'Extraordinaire Voyage du fakir qui était resté coincé dans une armoire Ikea / scénario de Zidrou et Falzar ; dessins de KyungEun Park ; d'après le roman de Romain Puértolas. Bruxelles : Jungle, 10/2017, 48 p.  (ISBN 978-2-8222-1584-8)

### Cinéma
- L'Extraordinaire Voyage du fakir, film franco-indo-belge réalisé par Ken Scott, sorti en 2018.

## Prix littéraires et distinctions
- 2013 : Prix Vivre Livre des lecteurs de Val-d'Isère, pour L’Extraordinaire Voyage du fakir qui était resté coincé dans une armoire Ikea[32].
- 2014 : Grand Prix Jules-Verne de l'Académie littéraire de Bretagne et de la vallée de la Loire, pour L'Extraordinaire Voyage du fakir qui était resté coincé dans une armoire Ikea[33].
- 2014 : Prix Audiolib du meilleur livre audio, pour L’Extraordinaire Voyage du fakir qui était resté coincé dans une armoire Ikea lu par Dominique Pinon[34].
- 2016 : Prix Littéraire NDS des Lycéens - Lycée français Notre-Dame de Sions d'Istanbul, pour L’Extraordinaire Voyage du fakir qui était resté coincé dans une armoire Ikea, traduit en turc par Ebru Erbaş et publié chez Can Yayınları[1].
- 2019 : Prix littéraire des MFR - Maisons familiales rurales, pour  Un détective très très très spécial[2].